# Vostočnyj (Oblast' di Kirov)
Vostočnyj (in russo, orientale) è una cittadina della Russia europea centro-settentrionale, situata nella oblast' di Kirov; appartiene amministrativamente al rajon Omutninskij.
Sorge nella parte nordorientale della oblast', a breve distanza dal capoluogo distrettuale Omutninsk del quale costituisce un sobborgo.